# Manuel Fernandes (fotbalista, 1951)
Manuel Fernandes (5. června 1951, Sarilhos Pequenos – 27. června 2024, Lisabon) byl portugalský fotbalista, útočník. V sezóně 1985/1986 byl nejlepším střelcem portugalské ligy. Po skončení aktivní kariéry působil jako trenér.

## Fotbalová kariéra
Začínal v GD Fabril Barreiro. Dále hrál portugalskou ligu za Sporting Lisabon, se kterým získal dva mistrovské tituly a dvě vítězství v portugalském fotbalové poháru. Kariéru zakončil ve Vitórii Setúbal. Celkem v portugalské lize nastoupil ve 486 utkáních a dal 243 gólů. V Poháru mistrů evropských zemí nastoupil v 7 utkáních a dal 2 góly, v Poháru vítězů pohárů nastoupil ve 2 utkáních a v Poháru UEFA nastoupil ve 40 utkáních a dal 17 gólů. Za portugalskou reprezentaci nastoupil v letech 1975–1981 ve 31 utkáních a dal 7 gólů. 

## Ligová bilance
| Ročník                        | Zápasy | Góly | Klub               |
| ----------------------------- | ------ | ---- | ------------------ |
| 1. portugalská liga 1969/1970 | 4      | 0    | GD Fabril Barreiro |
| 1. portugalská liga 1970/1971 | 19     | 6    | GD Fabril Barreiro |
| 1. portugalská liga 1971/1972 | 28     | 8    | GD Fabril Barreiro |
| 1. portugalská liga 1972/1973 | 27     | 8    | GD Fabril Barreiro |
| 1. portugalská liga 1973/1974 | 26     | 6    | GD Fabril Barreiro |
| 1. portugalská liga 1974/1975 | 28     | 10   | GD Fabril Barreiro |
| 1. portugalská liga 1975/1976 | 29     | 26   | Sporting Lisabon   |
| 1. portugalská liga 1976/1977 | 26     | 21   | Sporting Lisabon   |
| 1. portugalská liga 1977/1978 | 28     | 13   | Sporting Lisabon   |
| 1. portugalská liga 1978/1979 | 24     | 10   | Sporting Lisabon   |
| 1. portugalská liga 1979/1980 | 29     | 10   | Sporting Lisabon   |
| 1. portugalská liga 1980/1981 | 23     | 10   | Sporting Lisabon   |
| 1. portugalská liga 1981/1982 | 27     | 15   | Sporting Lisabon   |
| 1. portugalská liga 1982/1983 | 25     | 6    | Sporting Lisabon   |
| 1. portugalská liga 1983/1984 | 30     | 17   | Sporting Lisabon   |
| 1. portugalská liga 1984/1985 | 27     | 16   | Sporting Lisabon   |
| 1. portugalská liga 1985/1986 | 29     | 30   | Sporting Lisabon   |
| 1. portugalská liga 1986/1987 | 29     | 15   | Sporting Lisabon   |
| 1. portugalská liga 1987/1988 | 28     | 16   | Vitória Setúbal    |
| CELKEM 1. portugalská liga    | 486    | 243  |                    |